# Antoinette Lubaki
Antoinette Lubaki (Atoinet Lubaki, atoinet Mfumbi) (Bukama (Kongo-Vrijstaat) 1895 - overlijdensdatum niet bekend) was een Congolese aquarelliste. 
Met haar man, de ivoormaker-schilder Albert Lubaki en de kleermaker-schilder Djilatento, wordt ze beschouwd als voorloper van de moderne kunst in Congo. Zij waren de eersten in Congo die hun kunst op papier zetten.
Antoinette Lubaki is de eerste bekende vrouwelijke kunstenaar van Congo en tevens één van de zeldzame vrouwelijke Congolese kunstenaars uit het begin van de 20e eeuw. Ze staat symbool voor de behandeling van vrouwelijke kunstenaars tijdens het kolonialisme.

## Biografie
Antoinette Lubaki was de dochter van het dorpshoofd van Bukama, destijds in de  provincie Shaba (Katanga). Daarom wordt ze soms met "prinses" aangeduid.
De Belg Georges Thiry, een territoriaal bestuurder, zag tijdens een missie in 1926 op de muren van hutten in Bukama prachtige afbeeldingen die gemaakt waren uit houtskool, kaolien en klei. Deze waren gemaakt door ivoorbewerker Albert Lubaki en zijn echtgenote Antoinette Lubaki. Georges Thiry, die een liefhebber was van moderne kunst, vroeg aan de Lubaki's om dit en gelijkaardig werk op papier te zetten, om aldus "deze kortstondige kunst te bestendigen". Hij bezorgde hen daarvoor papier en waterverf, soms ook kaarsen, en de belofte om al hun aquarellen op te kopen.

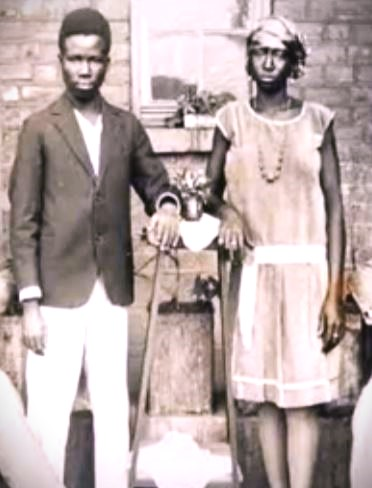
Albert en Antoinette Lubaki rond 1926

Thiry maakte vervolgens de werken over aan Gaston-Denys Perier, een leidinggevend ambtenaar bij het Ministerie van Koloniën, die een verzamelaar van Congolese kunst was. Zo werd ze samen met haar man Albert Lubaki en Djilatendo de eersten van wie Congolese kunstwerken op papier Europa bereikten en tevens de eerste bekende vrouwelijke kunstenaar van Congo.
Perier zag de waarde ervan in besloot het werk van Antoinette en Albert Lubaki in Europa tentoon te stellen. De werken werden daar voor behoorlijke prijzen verhandeld door Perier, die ook een grote verzameling voor zichzelf behield. De Lubaki's waren hiervan totaal niet op de hoogte, en waren zelfs verwonderd dat Thiry interesse had in hun werken. Omdat er overdag geen verhalen verteld mochten worden, begonnen de Lubaki's toen 's nachts zo veel mogelijk aquarellen te maken.
Antoinette Lubaki maakte vooral figuratieve werken van scènes uit het dagelijks leven en uitbeeldingen van lokale legendes, maar zonder perspectief, achtergrond of schaduw. Op een poëtische manier werden de natuur en dieren uit de omgeving erbij gevoegd. Van de rand van het papier maakte ze soms een omlijsting waarin allerhande figuren aanwezig waren. Deze stijl wordt  art brut genoemd. Ook het kleurengebruik was louter gebaseerd op haar verbeelding en ver weg van het realisme. Zij signeerde dikwijls alleen met "Antoinet". Haar werken tonen een gevoeligheid die zijn gelijke niet kent in de wereld van de moderne kunst.
Antoinette en Albert Lubaki worden dikwijls vermeld samen met kleermaker Tshyela Ntendu, door Thiry "Djilatendo" genoemd, die hij op een gelijkaardige manier in 1927 in een dorp in Kasaï ontdekt had en die naar het voor hem succesrijke voorbeeld van de Lubaki's, op een identieke manier behandeld werd. Het is in beschrijvingen soms moeilijk uit te maken over wiens werken het gaat. De naam van Antoinette Lubaki wordt niet altijd genoemd in tentoonstellingen waarin haar werken zijn opgenomen. Dikwijls wordt alleen melding gemaakt van haar echtgenoot Albert Lubaki of enkel de familienaam Lubaki.
Hun eerste tentoonstelling met 163 aquarellen vond plaats in 1929 ter gelegenheid van de inhuldiging van het Brusselse Paleis voor Schone Kunsten. In 1930 werd hun werk geëxposeerd in het Etnografisch Museum in Genève en in 1931 in de Galerie Charles-Auguste Girard Gallery in Parijs.
De werken van Djilatendo, die vooral geometrische motieven en dieren maakte, hingen op een tentoonstelling in de Galerie du Centaure in Brussel in 1931 naast die van René Magritte en Paul Delvaux, een tentoonstelling waarop de Lubaki's niet vertegenwoordigd waren.
De Lubaki's verdwenen uit de aandacht van de kunstwereld bij gebrek aan geldschieters valse beschuldigingen dat hun werken gemaakt waren door een Europese bedrieger en onenigheid tussen Thiry en Perier. Er is verder niets over Antoinette Lubaki bekend, zelfs haar overlijdensdatum niet. De meeste van de schilderijen en tekeningen van Antoinette Lubaki zijn verloren gegaan. Toch waren de werken van de Lubaki's in 1949 opnieuw present in de  Galerij "L'Agneau moustique" van Geert Van Bruaene in Brussel, een galeriehouder die oog had voor opkomend talent.

## Voorloopster van de Congolese moderne kunst of een kunstenares in de greep van het kolonialisme?[8]
De geringe bijdrage die deze "decorateurs", zoals men ze noemde, ontvingen, met als enig doel om "deze kortstondige kunst te bestendigen" en hun onwetendheid over het succes van hun werken in Europa, opent de discussie of "Antoinette Lubaki, voorloper van de Congolese moderne kunst of kunstenaar in de greep van het kolonialisme van de tijd?" is.

## Tentoonstellingen en collecties
- 1929: Primitieve Kunsten en Volkskunsten, Paleis voor Schone Kunsten in Brussel [16]
- 1930:  Etnografisch Museum in Genève
- 1931: Galerie Charles-Auguste Girard Gallery in Parijs.
- 1949: Galerij "L'Agneau moustique" van Geert Van Bruaene in Brussel
- 2015: Schoonheid Congo-Congo Kitoko, Cartier Stichting voor Hedendaagse Kunst .
- 2022: Biënnale van Venetië[12]

## Afbeeldingen
https://awarewomenartists.com/en/artiste/antoinette-lubaki/
https://www.magnin-a.com/privateviews/65967f3dcfcbb7e3aa1bfb/
https://www.saintjamesfineart.com/lubaki-antoinette-story

## Notities en referenties
1. ↑  (en) Marie Perennès, Antoinette Lubaki. Archive of Women artists - Research & Exhibitions (2018). Geraadpleegd op 13 november 2023.
2. ↑  (de) IWALEWAHAUS - #031 Untitledby Atoinet [Antoinette Lubaki]. www.iwalewahaus.uni-bayreuth.de (13 november 2023). Gearchiveerd op 24 juni 2021. Geraadpleegd op 27 augustus 2021.
3. ↑  (fr) Sara Mychkine, In een feministische, filosofische en dekoloniale kunstgeschiedenis onthult Antoinette Lubaki de alomtegenwoordige kolonialiteit van de tijd.. Hiya (25 oktober 2022). Gearchiveerd op 8 oktober 2023. Geraadpleegd op 13 november 2023.
4. ↑  (en) Bukama - Congo Belge Katanga. Royal Museum for Central Africa, (6/9/2023). Geraadpleegd op 8/10/2023.
5. ↑  (fr) Antoinette Lubaki. AWARE Women artists / Femmes artistes (27 augustus 2021). Geraadpleegd op 13 november 2023.
6. ↑  (fr) Thys van den Audenaerde, D. & Cornelis [Bompuku Eyenga-Cornelis], S. (eds.). (1992). La naissance de la peinture contemporaine en Afrique centrale 1930-1970. Annales Sciences historiques 16. Musée Royal de l'Afrique Centrale, Tervuren.
7. ↑  (fr) Précurseurs peintres modernes Congolais. KCongo Art (2022). Geraadpleegd op 13 november 2023.
8. 1 2 3 4 5  (fr) Sara Mychkine, In een feministische, filosofische en dekoloniale kunstgeschiedenis onthult Antoinette Lubaki de alomtegenwoordige kolonialiteit van de tijd.. Hiya (25 oktober 2022). Gearchiveerd op 8 oktober 2023. Geraadpleegd op 13 november 2023.
9. 1 2 3 4 5 6 7  (fr) Jewsiewicki, Bogumil (1992). Art pictural zaïrois. Les éditions du Septentrion.
10. ↑  (fr) Peintures sublimes du Congo des années 1930. Notes D'Art Brut (13 oktober 2015). Geraadpleegd op 13 november 2023.
11. ↑  Rien Monshouwer, JEGENS & TEVENS verhaal (16 april 2023) – een geschiedenis. Jegens en Tevens (23/5/2023). Geraadpleegd op 13 november 2023.
12. 1 2  (en) Stefano Mudu, https://www.labiennale.org/en/art/2022/witchs-cradle/antoinette-lubaki#:~:text=Antoinette%20Lubaki-,ANTOINETTE%20LUBAKI,-1895%2C%20Democratic%20Republic. La Biennale di Venezia - Art (2022) (2022). Geraadpleegd op 13 november 2023.
13. ↑  (fr) SABINE GIGNOUX, « Beauté Congo », la grande mutation des artistes congolais. LaCroix (27/07/2015).
14. 1 2  (fr) André Magnin, Modern Congo 1930-1960. Magnin-A (2023). Geraadpleegd op 8/10/2023.
15. ↑  (fr)  (2023). CONGO RDC 2023/2024. Le petit futé  2023
16. ↑  (fr) Jean-Luc VELLUT (1990). La peinture du Congo-Zaïre et la recherche de l'Afrique innocente. Présentation du livre de J.A. Cornet, R. De Cnodder, I. Dierickx & W. Toebosch : "60 ans de peinture au Zaïre". Bulletin des Séances - Nouvelle série, Vol. 36 N° 4: 633-659.